# US Open 2015 (gra pojedyncza na quadach)
US Open 2015 – gra pojedyncza na quadach – zawody singlowe na quadach, rozgrywane w ramach ostatniego, czwartego w sezonie wielkoszlemowego turnieju tenisowego, US Open. Zmagania odbyły się pomiędzy 10 a 13 września na nowojorskich kortach USTA Billie Jean King National Tennis Center.

## Drabinka

#### Klucz
- w/o – walkower
- k – krecz
- d – dyskwalifikacja
- Q – kwalifikant
- WC – dzika karta
- LL – szczęśliwy przegrany
- Alt – zawodnik zastępczy
- PR – ochrona rankingu
- SE – specjalna przepustka
- ITF – ranking ITF
- JE – ranking juniorski

### Faza finałowa
|  |       |              |   |   |   |
|  | Finał |              |   |   |   |
|  |       |              |   |   |   |
|  |       |              |   |   |   |
|  |       |              |   |   |   |
|  |       | David Wagner | 1 | 6 | 5 |
|  |       | David Wagner | 1 | 6 | 5 |
|  |       | Dylan Alcott | 6 | 4 | 7 |
|  |       | Dylan Alcott | 6 | 4 | 7 |
|  |       |              |   |   |   |

### Faza grupowa
|  |                  | Dylan Alcott              | Andrew Lapthorne            | David Wagner              | Nicholas Taylor             | Mecze W–L | Sety W–L | Gemy W–L | Miejsce |
|  | Dylan Alcott     |                           | 6:3, 6:3 (10 września)      | 6:7(4), 4:6 (11 września) | 6:1, 6:2 (12 września)      | 2–1       | 4–2      | 34–22    | 2.      |
|  | Andrew Lapthorne | 3:6, 3:6 (10 września)    |                             | 1:6, 0:6 (12 września)    | 3:6, 7:5, 7:5 (11 września) | 1–2       | 2–5      | 24–40    | 3.      |
|  | David Wagner     | 7:6(7), 6:4 (11 września) | 6:1, 6:0 (12 września)      |                           | 6:1, 6:0 (10 września)      | 3–0       | 6–0      | 37–12    | 1.      |
|  | Nicholas Taylor  | 1:6, 2:6 (12 września)    | 6:3, 5:7, 5:7 (11 września) | 1:6, 0:6 (10 września)    |                             | 0–3       | 1–6      | 17–44    | 4.      |

## Pula nagród
| Runda           | Punkty |
| Zwycięzca       | 800    |
| Finalista       | 500    |
| Trzecie miejsce | 375    |
| Czwarte miejsce | 100    |